# Bärbel Weigel
Bärbel Weigel war eine deutsche Filmeditorin bei der DEFA.
Bärbel Weigel war von 1960 bis 1978 beim DDR-Filmunternehmen DEFA als Editorin beschäftigt. In dieser Zeit war sie für den Filmschnitt von 24 Produktionen verantwortlich.

## Filmographie (Auswahl)
- 1961: Das Märchenschloß
- 1961: Gewissen in Aufruhr (Fernsehfilm, 5 Teile)
- 1961: Das hölzerne Kälbchen
- 1962: Josef und alle seine Brüder (Fernsehfilm)
- 1963: Verliebt und vorbestraft
- 1963: Lucie und der Angler von Paris (Fernsehfilm)
- 1964: Preludio 11
- 1965: Solange Leben in mir ist
- 1969: Mohr und die Raben von London
- 1969: Zeit zu leben
- 1970: Hart am Wind
- 1972: Nicht schummeln, Liebling!
- 1972: Laut und leise ist die Liebe
- 1973: Wolz – Leben und Verklärung eines deutschen Anarchisten
- 1974: Hans Röckle und der Teufel
- 1976: Beethoven – Tage aus einem Leben
- 1978: Anton der Zauberer